# 리하오페이
리하오페이(李浩菲, 1999년 6월 15일 ~ )는 중국의 배우이다.

## 출연작

### 드라마
- 2014년 후난위성텔레비전 금응독파극장 《사십구일제》 - 류안나 역
- 2018년 텐센트 웹드라마 《래도니적세계》 -  루즈싱 역
- 2020년 망고 TV 웹드라마 《습광적비밀》 - 예상위 역
- 2021년 후난위성텔레비전 금응독파극장 《배니축풍비상》 - 주러러 역
- 2022년 동방 위성 텔레비전 동방극장 《환희의 찬가》 - 리추후이 역
- 2022년 망고 TV 웹드라마 《동팔구적선생문: 대륙의 신사들》 - 아이미  역
- 2022년 CCTV-8 황금강당극장 《후통》 -  딩딩 역